# Moff Gideon
Moff Gideon es un personaje ficticio de la franquicia de Star Wars, que apareció por primera vez en la serie de televisión The Mandalorian de Disney+. Es el líder de un remanente del Imperio Galáctico caído que intenta capturar al joven alienígena Grogu (también llamado "El Niño"), protegido por el Mandaloriano, el personaje principal de la serie.
Gideon es interpretado por Giancarlo Esposito. Fue reclutado para el papel por el creador y showrunner de The Mandalorian, Jon Favreau, que había trabajado previamente con Esposito en varios proyectos. Gideon es un hombre peligroso y feroz que, "parece saber todo sobre todos", y no duda en matar a cualquiera, incluidos sus propios hombres, para conseguir lo que quiere. El personaje no hizo su primera aparición hasta el penúltimo episodio de la primera temporada, pero jugó un papel más importante en la segunda temporada con cuatro episodios. 
El actor rechazó las calificaciones superficiales acerca de Gideon como un personaje "bueno" o "malo", señalando que está intentando restaurar el orden en una galaxia sin ley. El disfraz completamente negro de Gideon se ha comparado con el del personaje de Star Wars, Darth Vader, y los críticos también han notado similitudes en su personalidad y comportamiento. Moff Gideon ha sido recibido positivamente por críticos y por los fans. Esposito fue nominado para un premio Primetime Emmy como actor invitado destacado en una serie dramática por su interpretación de Gideon.

## Apariciones

### Historia de fondo
Se han revelado pocos detalles de su historia de fondo. Gideon fue previamente un operativo en la Oficina de Seguridad Imperial, un brazo de inteligencia encubierto y policía secreta del Imperio Galáctico. Antes de los eventos de The Mandalorian, Gideon desempeñó un papel en la Gran Purga, una opresiva operación de combate contra una cultura conocida como los mandalorianos, que resultó en la muerte de muchos de ellos y la conversión de los sobrevivientes dispersos por la galaxia. Como se revela en "Capítulo 23: Los espías", Gideon tomó posesión del Sable Oscuro (una poderosa arma mandaloriana) y del control de Mandalore como parte de una tregua con la gobernante Bo-Katan Kryze para evitar el bombardeo de la superficie del planeta, pero incumplió su palabra y ordenó la destrucción del planeta de todos modos. Gideon conoce información sobre el personaje principal del programa, también conocido como "El Mandaloriano", incluida su identidad, debido a su papel en la Purga. 
El término "Moff" es un título para un oficial imperial de alto rango que se desempeñó como gobernador de un sector específico del espacio para el imperio.  Su primer uso se remonta a la película original de Star Wars (1977), sobre todo con el personaje Grand Moff Tarkin,  aunque la palabra "Moff" no se usa en esa película y el personaje solo se identifica por ese título en los créditos finales.
La vida de Gideon cambió drásticamente después de la caída del Imperio, y se convirtió en un señor de la guerra al frente de su propio remanente imperial.  Como dice el personaje Cara Dune en el programa, se creía que Gideon había sido ejecutado por crímenes de guerra antes de que comenzara la serie.  En The Mandalorian, Gideon intenta capturar a un joven alienígena Grogu, también conocido como "El Niño",  para extraer su sangre para los experimentos secretos del Dr. Pershing. Justo antes de la primera aparición de Gideon en The Mandalorian, envió sus fuerzas para eliminar a la tribu mandaloriana en el planeta Nevarro después de que revelaran su presencia allí durante el episodio "Capítulo 3: El pecado". 

### Primera temporada
Gideon hizo su primera aparición en "Capítulo 7: El ajuste de cuentas", el penúltimo episodio de la primera temporada de The Mandalorian.  Aparece por primera vez cuando se pone en contacto con "El Cliente", un operativo anónimo que trabaja para obtener a Grogu. El Cliente se encuentra con el cazarrecompensas Greef Karga y su asociada Cara Dune en una cantina en el planeta Nevarro. Tiene la impresión de que Greef le ha traído a Grogu, junto con un mandaloriano encarcelado, el cual había estado tratando de proteger a Grogu del Imperio. En realidad, Grogu no está con ellos, y la reunión es una trampa preparada por el Mandaloriano y sus aliados para matar al Cliente y sus Stormtoopers.  Cuando Gideon contacta al Cliente durante la reunión, el Cliente le asegura que tiene a Grogu bajo su custodia. Gideon sugiere que ese no es el caso, luego ordena a un escuadrón de sus soldados de la muerte que abra fuego contra la cantina, matando al Cliente y sus tropas.  Posteriormente, la cantina está rodeada de soldados de asalto y soldados de la muerte, y Gideon aterriza su caza TIE modificado fuera del edificio y emerge,  informando al mandaloriano atrapado, Cara y Greef que quiere a Grogu. 
Gideon regresa en el episodio final de temporada, "Capítulo 8: Redención",  en el que habla con el Mandaloriano y su grupo desde fuera de la cantina, exigiendo que le entreguen a Grogu.  Gideon revela que conoce detalles secretos sobre todos ellos,  y se refiere al Mandaloriano por su nombre real, Din Djarin, lo que marca la primera vez que este nombre se revela en el programa.  Cuando el droide IG-11llega para ayudar al Mandaloriano y sus aliados, estalla un breve tiroteo entre ellos y los soldados de asalto. Durante esta pelea, Gideon hiere gravemente y casi mata al Mandaloriano disparando un generador de energía cerca de él, provocando una explosión. 
El Mandaloriano y su grupo escapan de los imperiales, pero Gideon luego los encuentra en otra parte del planeta, donde Gideon los ataca desde arriba con su caza TIE mientras están en el suelo.  El Mandaloriano usa su jetpack para volar y atacar al caza estelar de Gideon,  conectando su gancho de agarre al ala después de aferrarse brevemente a la parte superior del caza TIE en el aire. Coloca una carga explosiva en la nave y explota,  causando que el caza TIE dañado se estrelle en la distancia, lo que permite que el Mandaloriano y sus aliados escapen. En la escena final del episodio y la temporada, se muestra que Gideon sobrevivió al accidente y se extrae de los escombros cortando el exterior de metal del caza TIE con el Sable Oscuro, un sable de luz de hoja negra que es un antiguo artefacto mandaloriano.

### Segunda temporada
En el "Capítulo 11: La heredera", Gideon es contactado por el capitán de un carguero imperial en la luna oceánica Trask, que fue asediada por el mandaloriano y un grupo de otros guerreros mandalorianos liderados por Bo-Katan Kryze, que tiene como objetivo barcos de carga imperiales con la esperanza de recuperar el Darksaber. Al considerar que el barco está condenado, Gideon le ordena al capitán que lo destruya junto con todos a bordo. Los mandalorianos logran evitar la destrucción del barco, aunque el capitán se suicida, más temeroso de Gideon que de Bo-Katan Kryze.
El plan de Gideon se revela parcialmente en el "Capítulo 12: El asedio", en el que El Mandaloriano, Greef, Cara y su compañero Mythrol se infiltran en una instalación secreta de clonación en una base imperial en Nevarro. Allí, descubren varios cuerpos encerrados en tanques y un mensaje grabado del Dr. Pershing a Gideon. Pershing afirma que requiere acceso a la sangre de Grogu, que es necesaria para proporcionar un cuerpo con sensibilidad a la Fuerza.  Sin embargo, varios de los experimentos han fracasado. Gideon hace una aparición física al final del episodio, de pie en una cámara llena de Dark Troopers, a bordo de su crucero. Un oficial le informa que el Mandaloriano todavía está en posesión de Grogu y que se ha colocado una baliza de rastreo en su nave, el Razor Crest.
En el "Capítulo 14: La tragedia", Gideon rastrea al Mandaloriano hasta Tython y envía dos lanzaderas de soldados de asalto para capturar a Grogu. Mientras que el Mandaloriano y los recién llegados Boba Fett y Fennec Shand luchan contra ellos, no logran evitar que Grogu sea capturado por cuatro de los Dark Troopers de Gideon, y que el Razor Crest sea destruido por un ataque orbital del crucero de Gideon. Escapando con Grogu, Gideon lo ve usando sus poderes de la Fuerza en dos soldados de asalto que lanza alrededor de su celda de detención, antes de aturdirlo y prepararse para llevarlo al Dr. Pershing para completar la transfusión de sangre.
En el "Capítulo 16: El rescate", el Mandaloriano y su equipo se infiltran en la nave de Gideon, donde Grogu es rehén. Gideon le ofrece Grogu al Mandaloriano con la condición de que abandone el barco. Sin embargo, Gideon ataca a traición y por la espalda al Mandaloriano con el Sable Oscuro, sin embargo y gracias a la armadura de Beskar que porta Din Djarin este consigue protegerse de los peligrosos ataques cortantes de la hoja de plasma oscura y sin más remedio este decide sacar su lanza de Beskar para iniciar un feroz combate contra Gideon y finalmente Din Djarin consigue desarmar al Moff Gideon y ganar el duelo, tomando ahora posesión del Sable Oscuro como su nuevo dueño y entrega a Gideon a Cara Dune. Cuando el mandaloriano intenta ofrecerle el Sable Oscuro a Bo-Katan, Gideon les revela que ella no puede aceptarlo así por así y que el portador de la espada tiene derecho de reclamar el trono de Mandalore y que la espada solo se puede obtener si se gana en la batalla, ante estos argumentos Bo-Katan admite que el Moff Gideon tiene razón y decide no aceptar el Sable Oscuro, pese a que Din Djarin le insiste que lo tome. Desafortunadamente para el grupo, el escuadrón de Dark Troopers consiguen regresar al interior del crucero, luego que estos robots asesinos fueran lanzados al espacio exterior por Cara y Koska previamente y tratan de rescatar a Gideon, pero justo cuando todo parecía estar perdido, un X-Wing sale del hiperespacio y aborda rl crucero donde rápidamente los Dark Troopers se ponen en formación defensiva ante la llegada de un intruso, pero estos robots son fácilmente derrotados y destruidos por el maestro Jedi, Luke Skywalker, quien había venido a rescatarlos y llevarse a Grogu para que sea entrenado como un Jedi. Derrotado y viendo que el intruso que llegó era un maestro Jedi, el mismo Gideon intenta matar a Bo-Katan con un blaster y luego intenta matar a Grogu, pero este último es protegido por la armadura de Beskar de Din Djarin en el último segundo, mientras que Bo-Katan también sobrevive al ataque por su armadura, pero justo en ese momento Cara, Koska y Fennec le apuntan con sus armas a Gideon y le exigen que sulte el blaster, pero este último intenta suicidarse, metiéndose un disparo en la cabeza, pero Cara Dune lo frustra y lo noquea con su arma.

### Tercera temporada
Después del final de "Chapter 16: The Rescue", se asumió que Moff Gideon había sido arrestado y llevado a juicio. Sin embargo, al final de "Chapter 21: The Pirate", Carson Teva encontró los restos del barco de transporte que lo llevaba a juicio con un fragmento de aleación de Beskar.
En "Chapter 23: The Spies", se revela que Elia Kane (antigua oficial que sirvió bajo su mando) ha estado trabajando como espía en la Nueva República para Moff Gideon y que Gideon ha estado reuniendo un nuevo ejército en Mandalore. Moff Gideon asiste a una reunión junto con miembros del Consejo en la Sombra, un grupo de líderes imperiales remanentes que incluyen al Capitán Gilad Pellaeon y al Comandante Brendol Hux. Moff Gideon comienza a cuestionar el liderazgo del Gran Almirante Thrawn sobre el remanente imperial y cuándo regresaría del Borde Exterior mientras solicitaba refuerzos militares después de descubrir que los mandalorianos planeaban retomar Mandalore después de "Chapter 22: Guns for Hire". Mientras Bo-Katan Kryze y Din Djarin descubren la base militar de Gideon en Mandalore, Gideon se revela a los mandalorianos vistiendo una nueva armadura mandaloriana, alardeando de su nuevo poder y de que reunirá los mejores recursos de Mandalore, clonadores y Jedi para crear un ejército con el que poner orden en la galaxia. Luego ordena a su flota de TIEs que comience a atacar a la flota mandaloriana en órbita sobre Mandalore.
En el "Capítulo 24: El Regreso", después de que Din Djarin y Grogu logran escapar del cautiverio imperial, Moff Gideon comienza a tenderles una trampa. Se revela que el proyecto secreto de clonación en el que Moff Gideon ha estado trabajando con el Dr. Pershing y toda su motivación para perseguir a Grogu fue crear un ejército de clones suyos sensibles a la Fuerza, que Din Djarin destruye rápidamente. Enfurecido, Gideon comienza a atacar despiadadamente y personalmente a Din Djarin mientras las fuerzas imperiales de Mandalore comienzan a enfrentarse al ejército de mandalorianos de Bo-Katan. Después de una paliza brutal, Gideon logra aislar a Grogu de Din Djarin, enviando a la Guardia Pretoriana a perseguir a Grogu, antes de ser interrumpido por Bo-Katan empuñando el Darksaber. Mientras Din Djarin va a rescatar a Grogu de la Guardia Pretoriana, Gideon saca un bastón eléctrico y comienza a enfrentarse a Bo-Katan en la batalla, batiéndose en duelo hasta que logra aplastar y destruir el Darksaber que tiene a su alcance. Gideon se enfrenta a Bo-Katan, Din Djarin y Grogu en un enfrentamiento culminante como Axe Woves deja caer su crucero ligero imperial capturado en la base imperial en Mandalore. Gideon deja escapar un último rugido de rabia antes de morir en la explosión que siguió.

### El libro de Boba Fett
Gideon se menciona brevemente en el programa derivado The Book of Boba Fett, ambientado después de la segunda temporada de The Mandalorian. En el "Capítulo 5: El regreso del Mandaloriano", el Mandaloriano explica a los sobrevivientes de su tribu que había derrotado a Gideon, uno de los perpetradores de la "Purga de Mandalore", para reclamar el Darksaber, y que Gideon había sido entregado. a la Nueva República para ser juzgado por sus crímenes. El Armero le explica al Mandaloriano que la propiedad del Darksaber convirtió a Gideon en el "Heredero de Mandalore" antes de que el Mandaloriano se lo hubiera ganado, un título que ahora es suyo, aunque debido a que se quitó el casco, no puede ser considerado un Mandaloriano por su tribu antes de bañarse en las cuevas debajo de las ruinas de Mandalore.

## Descripción del personaje
Moff Gideon es un hombre peligroso y feroz, que no duda en dañar o matar a cualquiera para lograr su objetivo. Aunque lidera un remanente del Imperio Galáctico, Gideon actúa en su propio interés, y en el final de la primera temporada de The Mandalorian le dice explícitamente al Mandaloriano y a sus aliados que no pueden confiar en él y que podría matarlos a todos, como hace con sus propios hombres cuando le fallan, o incluso, cuando lo interrumpen. Astuto, intimidante e implacable, Gideon está decidido conseguir lo que desea, sacrificando la vida de sus hombres para capturar al joven Grogu. Su ambición personal por Grogu queda explícita cuando le dice al Mandaloriano: "significa más para mí de lo que jamás sabrás".
Gideon es un gran estratega militar, y a pesar de la caída del Imperio todavía ejerce el poder, al mando de un número considerable de fuerzas imperiales, incluyendo personas, equipo y naves espaciales. Stephanie Dube Dwilson de Heavy.com señaló que, si bien muchos de los soldados de asalto imperiales restantes que aparecieron durante la primera temporada tenían armaduras gastadas y sucias, los soldados bajo el mando de Gideon tenían armaduras nuevas y prístinas, lo que refleja el estatus de Gideon. A través de su relación en el pasado con la Oficina de Seguridad Imperial, Gideon tuvo acceso a una gran cantidad de información clasificada y, como resultado, está muy bien informado sobre temas desconocidos para el resto de los personajes de la serie. Esposito dijo que el personaje parece "saber todo sobre todos", como se ilustra en el final de la primera temporada, cuando revela que conoce los nombres y los detalles biográficos del Mandaloriano, Cara Dune y Greef Karga.
Alunos críticos han afirmado que Gideon puede estar intentando emular activamente a Darth Vader, uno de los personajes principales de la franquicia de Star Wars que había sido el líder del Imperio Caído. La personalidad y el comportamiento de Gideon también tienen similitudes con Vader, incluida su tendencia a ejecutar subordinados que lo decepcionan o molestan. Kevin Melrose de Comic Book Resources también señaló que el accidente del caza TIE de Gideon cerca del final del episodio final de la primera temporada es similar a la escena final de Vader en la película original de Star Wars, cuando su propio caza TIE Advanced es enviado fuera de control al espacio.

## Concepto y creación

### Vestuario

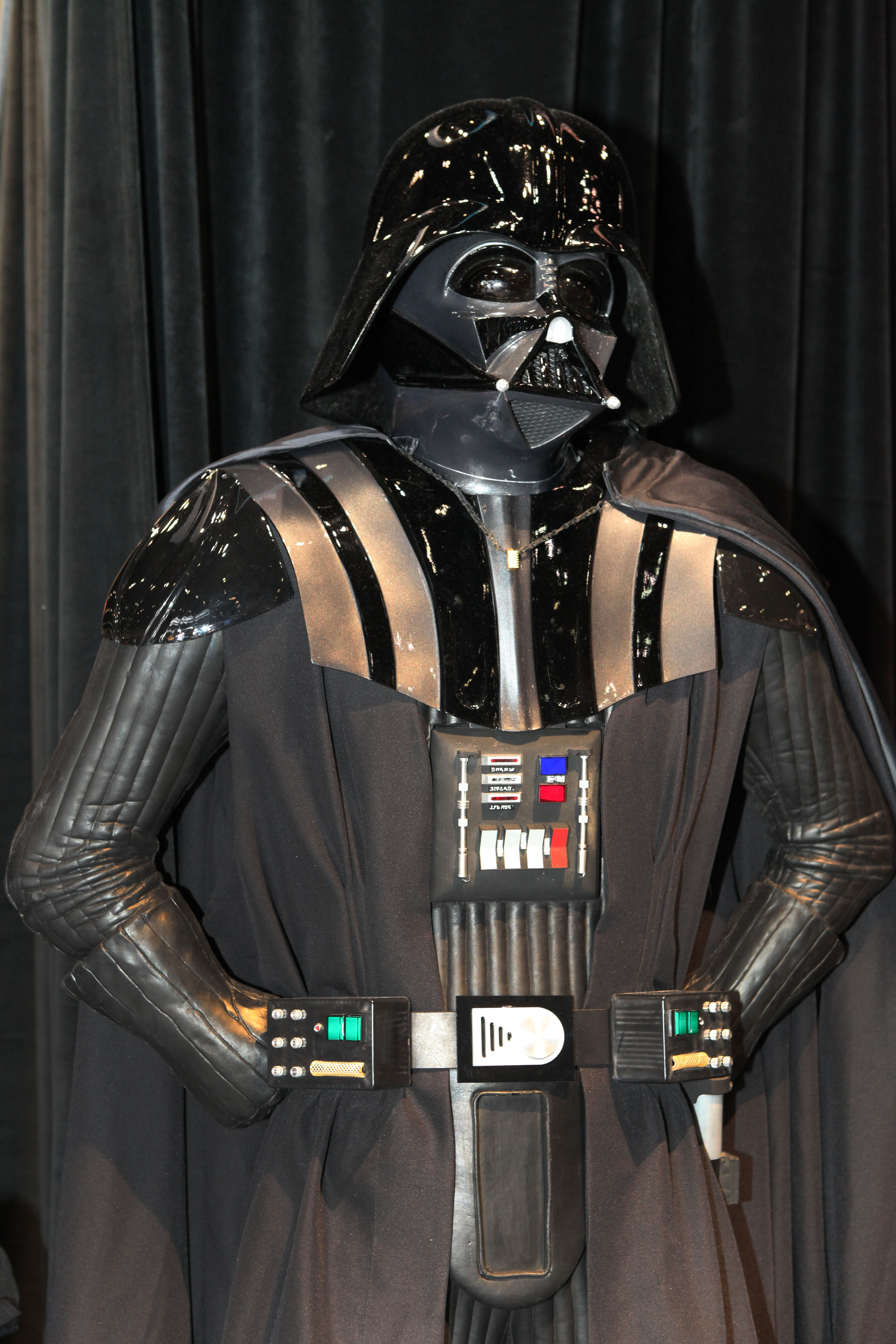
Existen similitudes entre el traje de Moff Gideon y el del personaje de Star Wars "Darth Vader" (en la foto).

El traje de Moff Gideon fue diseñado por Brian Matyas, diseñador conceptual y artista de The Mandalorian. Se refirió al diseño del vestuario de Gideon como "uno de los aspectos más destacados para mí en la serie y para mi carrera en general". El vestuario fue elaborado basándose en la creación del diseñador Joseph Porro, con accesorios y la fabricación a cargo de Frank Ippolito, a través su empresa, Thingergy Inc. El traje es completamente negro e incluye armadura corporal, una capa y una elaborada pieza en el pecho,.

### Rodaje
Las escenas de Moff Gideon para The Mandalorian se grabaron en un estudio de televisión en el sur de California, un gran plató de captura de movimiento similar a un almacén con fondos de color verde y cámaras de seguimiento repartidas por todo el plató de grabación. Utilizando una combinación de escenarios físicos e imágenes incrustadas en los fondos, se grabó a los actores situados en un entorno digital, como las secuencias con Moff Gideon volando su TIE Fighter.

## Recepción
Moff Gideon ha sido recibido positivamente tanto por críticos como por seguidores. Scott Snowden de Space.com dijo que Giancarlo Esposito "desempeña el papel a la perfección". Sean Keane de CNET calificó al personaje de "absolutamente magnífico" y "bastante aterrador". El escritor de Screen Rant, Kiki Evans, dijo que Moff Gideon "es un villano bastante aterrador". Kevin Pantoja, también de Screen Rant, dijo que el personaje "inmediatamente se siente como una gran amenaza" en su presentación del programa. Stephanie Dube Dwilson de Heavy.com dijo que el personaje "logra la mezcla perfecta de potencialmente loco y muy poderoso". El escritor de SyFy, Matthew Jackson, dijo que, aunque la aparición de Gideon en la primera temporada fue breve, también fue impactante y escribió: "El personaje se estableció rápidamente como una fuerza a tener en cuenta". Brian Silliman, también de SyFy, llamó a Moff Gideon un villano "formidable". La escritora de IGN, Laura Prudom, dijo que la primera temporada termina con Moff Gideon posicionado como "un adversario digno" para el Mandaloriano y sus aliados. Ben Pearson de / Film dijo que el personaje "tuvo un gran impacto" en el final de temporada. Caitlin Gallagher de Bustle señaló que inmediatamente después de que se emitiera "Capítulo 7: El ajuste de cuentas", muchos fanáticos expresaron "indignación, tristeza y ansiedad" por Moff Gideon, particularmente en los sitios web de las redes sociales, debido a su papel en la muerte del personaje Kuiil y el secuestro del Niño al final de ese episodio. Moff Gideon ocupó el segundo lugar en una lista Screen Rant de los personajes más interesantes de la primera temporada de The Mandalorian, tercero en una lista separada de los diez mejores personajes del programa, y su traje ocupó el séptimo lugar en una lista de los diez mejores disfraces de la primera temporada.
Por su interpretación de Gideon en el final de la primera temporada, Esposito fue nominado para un premio Primetime Emmy como actor invitado destacado en una serie dramática.